# Khach (rivière)
Pour les articles homonymes, voir Khach.
Le Khach ou Khach Roud est une rivière d'Afghanistan qui coule dans les provinces de Farâh et de Nimrôz. Comme l'Helmand, il contribue à alimenter la chaîne des hamouns du Sistan; il se jette en effet dans l'Hamoun-e Puzak.

## Géographie
Le Khach naît à 25 kilomètres au sud de Taywara, dans l'extrême nord-est de la province de Farâh. Peu après sa naissance, il adopte la direction du sud-ouest, direction commune aux grandes rivières du sud-ouest de l'Afghanistan et qu'il ne quittera plus malgré de très nombreux petits méandres, jusqu'au terme de son parcours. Il fait un bref passage dans la partie occidentale de la province d'Helmand et pénètre bientôt dans la province de Nimrôz par son extrémité nord-est. Là il aborde la grande plaine du Sistan et commence son cours inférieur. Il passe par Dilaram, puis traverse les zones semi-désertiques de cette province. Il coule près de la localité de Lokhi, qu'il évite par le sud-est, et se jette dans l'Hamoun-e Puzak au niveau de la ville de Chakhansur.
Dans son cours inférieur (districts de Khach Roud et de Chakhansur de la province de Nimrôz), ses eaux sont peu utilisées pour l'irrigation, sauf dans la zone de la ville de Chakhansur.

## Hydrologie et débit
Le débit du Khach a été observé de 1952 à fin 1978 à Dilaram, localité située là où la grand route Kandahar-Hérat enjambe la rivière (à 200 kilomètres au nord-est de Zarandj, chef-lieu de la province de Nimrôz. Après 1978, la désorganisation due aux guerres n'a plus permis de continuer les observations .

### Mesures mensuelles moyennes
Les mesures suivantes ont été faites à Dilaram, dernière localité avant le désert, entre 1953 et 1965 .
| Débit mensuels moyens en millions de m³ | Débit mensuels moyens en millions de m³ |
| Période                                 | Volume                                  |
| --------------------------------------- | --------------------------------------- |
|                                         |                                         |
| octobre                                 | 1                                       |
| novembre                                | 7                                       |
| décembre                                | 12                                      |
| janvier                                 | 18                                      |
| février                                 | 44                                      |
| mars                                    | 144                                     |
| avril                                   | 157                                     |
| mai                                     | 49                                      |
| juin                                    | 12                                      |
| juillet                                 | 4                                       |
| août                                    | 2                                       |
| septembre                               | 1                                       |
| Total annuel                            | 450                                     |

Le débit annuel moyen de la période considérée est de 450 millions de mètres cubes. Ce qui porte le module à 14,27 m3/s.

### Irrégularité saisonnière
La courbe saisonnière du débit est typique des cours d'eau de montagne de l'Afghanistan occidental à régime surtout nival. Il en ressort que le Khach est une rivière extrêmement irrégulière, tant au fil des saisons, que suivant les années. Cependant, la rivière tombe rarement à sec plus d'une courte période, et fournit généralement un débit appréciable chaque printemps.  
La période des hautes eaux se déroule en fin d'hiver et au début du printemps. Le débit atteint 70 à 80 m3/s en moyenne durant la première quinzaine de mars. Son volume maximal est observé fin mars-début avril et correspond à la fonte des neiges. Cette courte période de (forte) crue est rapidement suivie d'une chute régulière du débit qui passe sous la barre des 10 m3/s dès début juin. La chute se ralentit dès lors, et le débit atteint son plancher moyen de 0,1 m3/s en fin d'été, c'est-à-dire en août et en septembre, et jusqu'à la mi-octobre. Il est alors presque à sec. Quelques épisodes de crue importants mais brefs ont lieu durant l'été et l'automne et témoignent de l'existence d'orages et d'averses parfois violents. Dès le mois d'octobre, le débit remonte lentement. Il se forme de ce fait une période intermédiaire (avec débit modéré) durant la saison froide, c'est-à-dire de la mi-octobre à fin janvier, période durant laquelle le débit moyen monte lentement, mais assez régulièrement, passant de 0,1 à 20-30 m3/s environ.
Pour l'année 1968, année moyenne, le débit a oscillé entre un plus bas de 0,08 et un plus haut de 300 m3/s environ. Ce sommet a été atteint lors de la fonte des neiges au début du mois de mars.
Le débit instantané maximal observé à ce jour est de 1 300 m3/s en 1957.

## Villes traversées
- Dilaram
- Chakhansur